# SJ V3
Die Diesellokomotiven der schwedischen Baureihe V3 wurden von den schwedischen Staatsbahnen Statens Järnvägar (SJ) Anfang der 1950er Jahre gekauft, um Dampflokomotiven im Rangierdienst in Schweden zu ersetzen.
Die Lok entspricht weitgehend der deutschen Type V36 mit einigen spezifischen Änderungen.

## Geschichte
Mit der Serie von 50 dieselhydraulischen Rangierlokomotiven 450 PS-Deutz-Motoren erhielt die Maschinenfabrik Esslingen kurz nach dem Zweiten Weltkrieg einen großen Auftrag. Als Grundkonzept wurde die V36 verwendet. Allerdings wünschten die SJ die Verlegung der Blindwelle hinter die letzte Kuppelachse, was eine Verschlechterung der Laufeigenschaften mit sich brachte. Diese Maßnahme sollte bei Reparaturen den Ausbau des Getriebes vereinfachen. Ab der V3 32 hatten die Lokomotiven ein vergrößertes Führerhaus.
Als Baumuster wurde V3 5 bereits 1951 nach Schweden geliefert. Die weiteren Maschinen folgten in den Jahren 1952 bis 1954. Eine 1953 an die Munkedals Järnväg gelieferte Lok übernahmen die SJ 1965, sie erhielt die Nummer V3 1.
Die V3 wurde auf großen Bahnhöfen wie in Malmö, Göteborg, im Abstellbahnhof Hagalund (Solna) und in Gävle eingesetzt, bis die Baureihen V4 und V5 ihren Dienst übernahmen. Die Ausmusterung der Lokomotiven begann 1977; als letzte wurde V3 37 von den SJ 1981 außer Dienst gestellt. Einige von ihnen wurden verschrottet.

## Bereitschaftslokomotiven
V3 5, 10–12, 14–16, 18, 19, 24, 26, 28, 29, 35, 38 41–44, 47, 52, 53 und 56 wurden vom schwedischen Zentralamt für Eisenbahnwesen Banverket ab 1977/78 als strategische Reserve (Bereitschaftslokomotiven) bis 2003 aufbewahrt und danach teilweise verschrottet oder verkauft.

## Erhaltene Exemplare
Mehrere Lokomotiven sind heute noch vorhanden, darunter die V3 18, die 2001 und die V3 44, die 2003 vom Schwedischen Eisenbahnmuseum übernommen wurden. V3 28 kam 2005 zum Landeryd Järnvägsmuseum, dem Eisenbahnmuseum in Landeryd in der Gemeinde Hylte. V3 14 ging 2003 an die Bergslagernas Järnvägssällskap und ist seit 2006 in Göteborg.